# Rosehearty
Rosehearty est une ville située dans l’Aberdeenshire, en Écosse.

## Source
- (en) Cet article est partiellement ou en totalité issu de l’article de Wikipédia en anglais intitulé « Rosehearty » (voir la liste des auteurs).